# Ameropterus mexicanus
Ameropterus mexicanus är en insektsart som först beskrevs av Herman Willem van der Weele 1909.  
Ameropterus mexicanus ingår i släktet Ameropterus och familjen fjärilsländor. Inga underarter finns listade i Catalogue of Life.